# Aplocera nomadaria
Aplocera nomadaria là một loài bướm đêm trong họ Geometridae.